# Absolute World
Absolute World é um complexo de arranha-céus de duas torres de condomínio residencial do empreendimento Absolute City Centre de cinco torres em Mississauga, Ontário, Canadá. O projeto foi construído pela Fernbrook Homes e pelo Cityzen Development Group. Com as três primeiras torres concluídas (Absolute City Centre 1 e 2 e Absolute Vision), as duas últimas torres (Absolute World 4 e 5) foram concluídas com 50 e 56 andares.
Foi iniciado em 28 de novembro de 2006[carece de fontes?] e concluído em 2012.

## Histórico
Em 2004, foi realizado um concurso internacional de design para selecionar o arquiteto da quarta torre do Absolute World. Yansong Ma, fundador do escritório MAD, empresa de design arquitetônico de Pequim/China, foi anunciado como o vencedor. As vendas deveriam começar em maio de 2007, com o início da construção no final daquele ano e conclusão prevista para 2009. Poucos dias após o anúncio, o edifício mais alto foi apelidado de torre "Marilyn Monroe", devido à sua figura curvilínea e em forma de ampulheta, semelhante à da atriz Marilyn Monroe. A Burka Varacalli Architects, uma empresa de Toronto, foi contratada como parceira local da MAD em abril de 2007.
Em 14 de junho de 2012, o Council on Tall Buildings and Urban Habitat (CTBUH), com sede em Chicago, um grupo sem fins lucrativos de arquitetos e engenheiros, informou que as torres estavam entre os melhores novos arranha-céus do mundo. O edifício também ganhou os prêmios Emporis Skyscraper Award e Tall Building Awards em 2012.

## Design

Planta simplificada e modelo de massa da Torre 1 do Absolute World

A maior das duas torres gira 209 graus da base até o topo, o que a torna muito semelhante ao Turning Torso em Malmö, na Suécia. O projeto estrutural foi feito pela Sigmund Soudack & Associates, uma empresa de engenharia estrutural com sede em Toronto. A torre tem seis níveis de estacionamento subterrâneo.
Progresso da construção
- setembro de 2006
- junho de 2009
- maio de 2010